# 가정 통신 Ⅱ
《가정 통신 Ⅱ》는 1997년 3월 29일에 MBC에서 방영한 여자를 말한다이다.

## 줄거리
몰래 비디오를 보던 송이는 엄마에게 혼쭐이 나고, 선옥은 시끄럽다고 짜증을 부린다. 집안은 온통 고3인 선옥을 배려하고 있다. 공부하는데 좋다고는 하지만 연일 식탁에 DHA 첨가라고 쓴 음식들을 올리는 엄마 때문에 가족들은 너무나 괴롭다.

## 출연진

### 주요 인물
- 장순천
- 금은정
- 박정순

### 그 외 인물
- 전유경
- 노희지
- 오승윤
- 이은화
- 박채림
- 추은주
- 김세아
- 구혜진
- 김윤중
- 서유정
- 유서진
- 안재환
- 김치국
- 강성연
- 김정은
- 이종수